# Leptomyrmex nigriventris
Leptomyrmex nigriventris är en myrart som först beskrevs av Guérin-Méneville 1831.  Leptomyrmex nigriventris ingår i släktet Leptomyrmex och familjen myror.

## Underarter
Arten delas in i följande underarter:
- L. n. hackeri
- L. n. nigriventris
- L. n. tibialis

## Bildgalleri

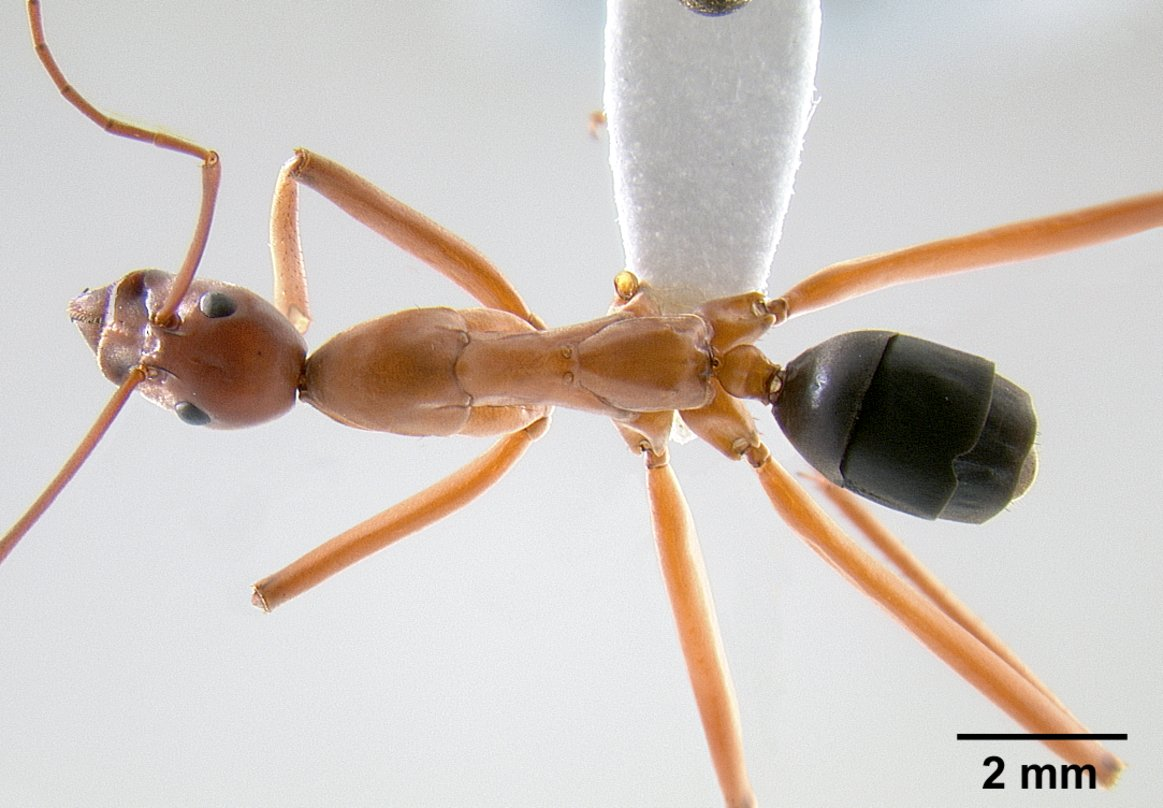
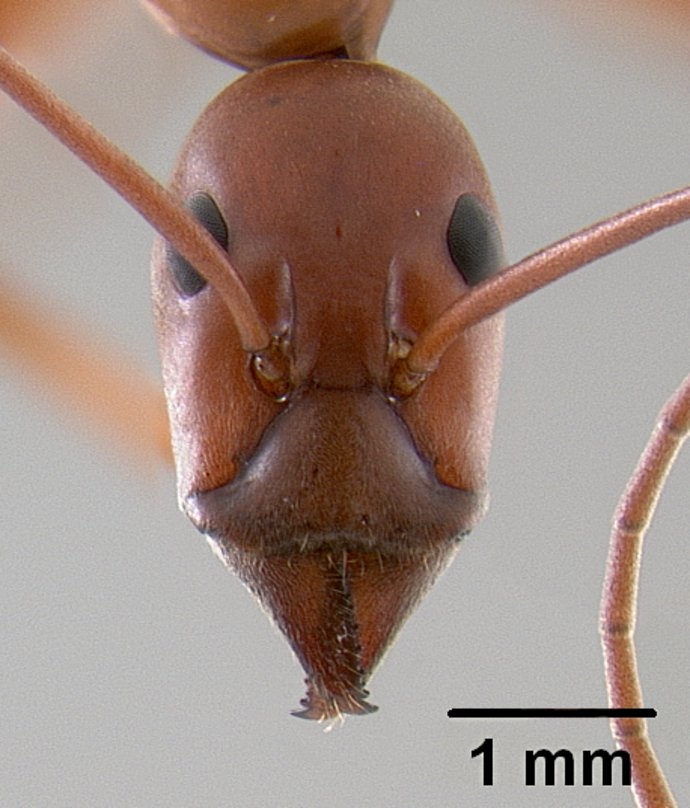
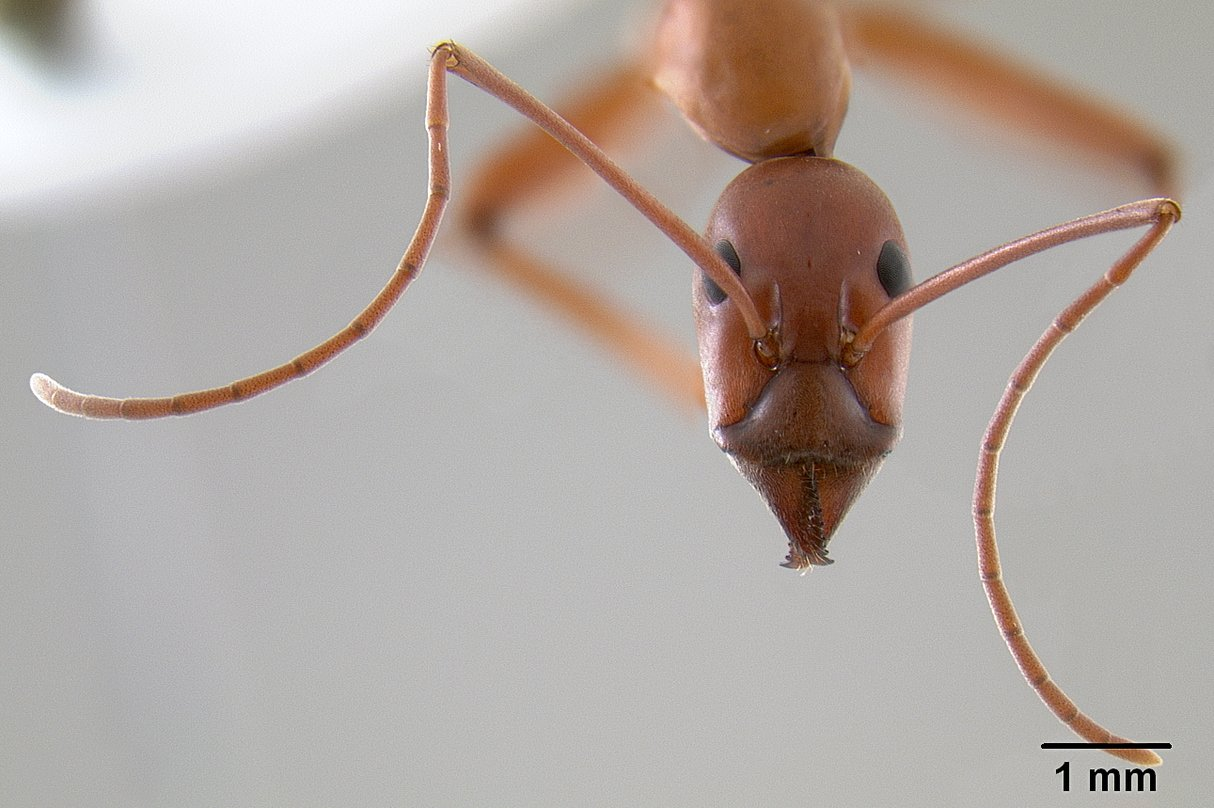
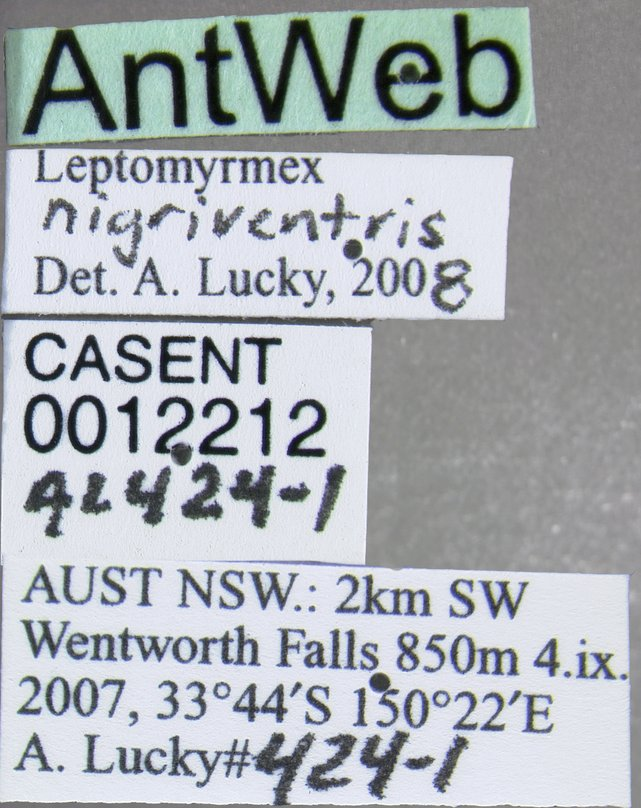
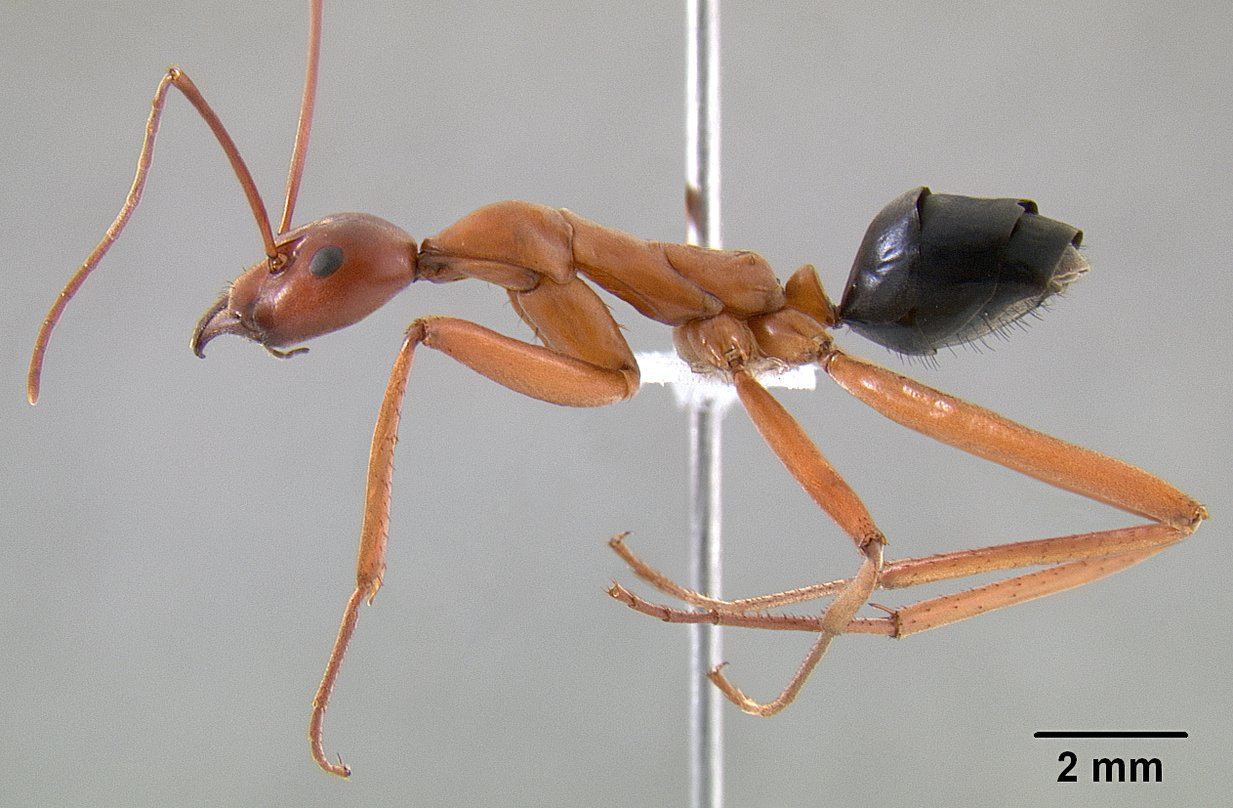